# Суур-Валмас
Су́ур-Ва́лмас (ест. Suur-Valmas) — природне озеро в Естонії, у волості Ляене-Сааре повіту Сааремаа.

## Розташування
Суур-Валмас належить до Західно-острівного суббасейну Західноестонського басейну.
Озеро лежить поблизу села Кууснимме. Суур-Валмас з'єднане протокою з меншим за розміром озером Вяйке-Валмас.
Акваторія водойми входить до складу національного парку  Вільсанді.

## Опис
Загальна площа озера становить 7,5 га. Довжина берегової лінії — 1 686 м.